# ستيفن ر. إيفانز
ستيفن ر. إيفانز هو قاضي صلح ‏ وسياسي ماليزي، ولد في 1935، وتوفي في 26 سبتمبر 2017. انتخب عضو ديوان الرعية ‏.